# Solange Corbin
Pour les articles homonymes, voir Corbin.
Solange Corbin, née Solange Corbin de Mangoux le 5 avril 1903 à Vorly et morte le 17 septembre 1973 à Bourges, est une musicologue française.

## Biographie
Solange Corbin de Mangoux naît à Vorly (Cher) le 5 avril 1903,,.
Elle étudie à la Schola Cantorum de Paris, où elle est élève en piano de Blanche Selva, notamment, et est maître de chapelle suppléante à Bourges, entre 1929 et 1933,.
De 1937 à 1940, elle étudie le plain-chant à l'Institut grégorien de Paris, puis passe en 1944 un diplôme de l'École pratique des hautes études avec un mémoire sur la musique portugaise au Moyen Âge préparé sous la direction de Louis Halphen à Paris et de P. David à Coimbra (1944),. De 1943 à 1944, elle a séjourné à la Casa de Velázquez à Madrid.
À la Sorbonne, Solange Corbin obtient une licence ès lettres en 1946 puis un doctorat d'État en 1957 avec les thèses La notation neumatique des quatre provinces lyonnaises et La Déposition liturgique du Christ. Elle est chargée de conférences à l'École pratique des hautes études entre 1950 et 1959, puis directrice des études à partir de 1959,.
À compter de 1961, Solange Corbin enseigne à l'Université de Poitiers, où elle fonde le département de musicologie et participe à la création du Collegium Musicae Antiquae,.
Elle enseigne également à la Faculté libre internationale interdisciplinaire de Paris, donne des conférences aux États-Unis (1970, 1973), en Angleterre (1970) et en Pologne (1971), et dirige pour le CNRS la collection Répertoire de manuscrits médiévaux contenant des notations musicales,,.
Spécialiste de la notation neumatique et de son utilisation dans les textes religieux et profanes, ses travaux de chercheuse se concentrent sur la musique médiévale et l'étude des débuts de la musique d'église en Occident,,.
Solange Corbin meurt à Bourges le 17 septembre 1973,,.

## Publications
Pour une bibliographie complète, voir Solange Corbin et les débuts de la musicologie médiévale, p. 162  sqq. Parmi les écrits de Solange Corbin, figurent notamment :

### Ouvrages
- L'église à la conquête de sa musique, Paris, Gallimard, 1960 ;

### Articles et chapitres
- « Le Manuscrit 201 d'Orléans, drames liturgiques dits de Fleury », dans Romania 74 (1953) ;
- « Le fonds manuscrit de Cadouin », dans Bulletin de la Société historique et archéologique du Périgord 81 (1954) ;
- « La cantillation des rituels chrétiens », dans Revue de musicologie 47 (1961), p. 3-36 ;
- « Musica spéculative et Cantus pratique : le rôle de saint Augustin dans la transmission des sciences musicales », dans Cahiers de civilisation médiévale 5 (1962) ;
- « Miracula beatae Mariae semper Virginis », dans Cahiers de civilisation médiévale 10 (1967).
- «La musique des troubadours » dans Pierre Bec, Nouvelle Anthologie de la lyrique occitane du Moyen Âge, Avignon, Aubanel, 1970.
- « Musique » dans Régine Pernoud, Le Siècle de saint Louis, Paris, Hachette, 1970.
- « L’évolution de la musique », dans Geneviève See, Sculpture, poésie et musique de la France médiévale, Paris, Serg, 1971.